# Скобеево

Скобеево — бывшая дворянская усадьба в Чеховском районе Московской области, на левом берегу реки Рожайка.
Здесь снимал дачу А. И. Чайковский, у которого в 1884 году 42 дня гостил его брат П. И. Чайковский. 

## История
Усадьба находилась рядом с усадьбой Трубецких «Прохорово», на противоположном берегу речки Корытенки. В 1768 году владелицей Скобеево была вдова тульского дворянина капитана Андрея Ивановича Хомякова, Дарья Михайловна Хомякова с детьми; за ней числилось здесь 11 душ мужского пола. В сентябре 1773 года Хомякова попала под колесо коляски и скончалась, завещав своим несовершеннолетним детям: всё принадлежавшее ей недвижимое имущество, находившееся в Московском, Тульском, Епифанском и Новосильском уездах, в равных долях — сыновьям Александру, Дмитрию, Ивану, Николаю и Алексею; часть денежных средств — дочерям Матрене и Прасковье. Душеприказчиком и распорядителем имущества стал Фёдор Степанович Хомяков.
В 1780 году, когда все дети Дарьи Хомяковой стали совершеннолетними, имением Скобеево владел уже другой помещик — прапорщик Яков Степанович Телегин. При нём в Скобеево появились деревянный господский дом, парк и хозяйственные постройки. Затем имение несколько раз меняло владельцев, пока 24 июня 1814 года оно не было приобретено на имя свой жены Михаилом Ивановичем Архиповым (1779-1831). В это период имение называется по имени хозяина — Архипово.
В 1859 году, при владельцах Шумовых, в списке населенных мест Подольского уезда Московской губернии, Скобеево уже упоминается как дача. В имении находилась только помещичья усадьба с дворовыми людьми, а о наличии крестьянских дворов не упоминается.
В 1861—1864 годах хозяином Скобеево (которому стали добавлять наименование Корытино) был Е. А. Вердеревский, затем — О. В. Варвинский.
В 1883 году имение значится за женой М. М. Леонтьева, Марией Евгеньевной Леонтьевой. Приобретено оно было через родственника, владельца соседней усадьбы Воробьёво, Владимира Ивановича Ершова, который и управлял имением, сдавая его в аренду; в 1884 году здесь жил у брата Анатолия, П. И. Чайковский, в 1887–1890 годах (на время перестройки своего дома в соседнем Меньшово) — княжна Аграфена Александровна Оболенская (Лопухина).
В 1911 году владельцем Скобеево указывается Н. Г. Зимин.
В советское время на территории бывшей усадьбы был расположен пансионат Минздрава СССР, а в летний период функционировал пионерлагерь. В настоящее время здесь находится оздоровительный пансионат «Фореста».
В березовой алее, соединяющей усадьбу с рекой Рожайка, снимался один из эпизодов фильма Гусарская баллада.